# Мэнсон, Джоэнн Элизабет
Джоанн Элизабет Мэнсон (англ. JoAnn Elisabeth Manson, родилась в 1953 году) — врач, наиболее известная своим общественным лидерством и защитой интересов женщин. Она — профессор женского здоровья Майкла и Ли Белл в Гарвардской медицинской школе, профессор эпидемиологии в Гарвардской школе общественного здравоохранения и руководитель отдела профилактической медицины в Бригэме и женской больнице
.

## Биография

### Ранние годы
Мэнсон родилась в 1953 году в Кливленде, штат Огайо. Её отец был инженером НАСА, а мать — медицинским социальным работником. В старшей школе она проявила интерес к химии, а также к художественным занятиям, включая живопись, скульптуру и арфу.

### Карьера
Мэнсон сертифицирована как по внутренним болезням, так и по специальности эндокринология и метаболизм. Её основные исследовательские интересы включают профилактическую медицину и эпидемиологию хронических заболеваний, в частности факторы риска сердечно-сосудистых заболеваний, диабета и рака у женщин. Она является главным исследователем по нескольким грантам от Национальных институтов здравоохранения, в том числе инициативы по охране здоровья женщин Авангардного клинического центра в Бригэме и женской больнице в Бостоне, исследования антиоксидантов и фолиевой кислоты в связи с сердечно-сосудистой системой у женщин, биохимических и генетических факторов риска сердечно-сосудистых заболеваний у женщин и Исследование витамина D и омега-3, и так далее. Она также является главным исследователем бостонского отдела исследования ранней профилактики эстрогена Kronos. Мэнсон является членом многих профессиональных обществ и входит в состав редакционных/медицинских консультативных советов нескольких медицинских журналов. Мэнсон также является главным исследователем многоцентрового исследования COSMOS по изучению воздействия какао и поливитаминов на сердечно-сосудистые заболевания и рак.
ScienceWatch оценил Мэнсон как одного из самых цитируемых исследователей клинической медицины за десятилетие с 1995 по 2005 год. Мэнсон была самой цитируемой женщиной-исследователем в списке.
Что касается перевода медицинской информации для общественности, Джоэнн Мэнсон — пишущий редактор и обозреватель здоровья для журнала Glamour, для которого она ведёт ежемесячную колонку: «Ваш доктор здесь» (Your Doctor Is In), а также обозреватель здоровья в вестнике здоровья Bottom Line/Women's Health, эксперт по здоровью на веб-сайте Everyday Health и экспертный видеокомментатор Medscape.
Она также была президентом Североамериканского общества менопаузы в 2011-2012 годах.

## Исследования
Основные интересы включают роль витамина D, омега-3 и фолиевой кислоты в профилактике сердечно-сосудистых заболеваний, диабета и рака, а также оценку эндокринологических предикторов рака груди. В нескольких крупномасштабных проспективных когортных исследованиях и рандомизированных клинических испытаниях Мэнсон оценила роль факторов образа жизни и терапевтических вмешательств в профилактике хронических заболеваний у женщин. Джоэнн также принимала активное участие в исследованиях биомаркеров и генетических предикторов сердечно-сосудистых заболеваний и диабета.

## Награды и признание
Джоэнн Мэнсон получила «Премию Генри Ингерсолла Боудитча за выдающиеся достижения в области общественного здравоохранения» Медицинского общества Массачусетса в 2002 году, премию «Женщины в науке» Американской ассоциации женщин-медиков в 2003 году, избрание в члены Ассоциации американских врачей в 2005 году, стипендию Американской ассоциации содействия развития науки, «Премию за профессиональные достижения женщин» Гарвардского колледжа в 2006 году, награду Североамериканского общества менопаузы «Премия за исследования в области сердечно-сосудистой системы в постменопаузе» в 2007 году, «Премию Генри Бергера за исследования» Международного общества менопаузы в 2008 году, Премия Американской кардиологической ассоциации за исследования в области народонаселения в 2010 году, избрание в члены Института медицины национальных академий в 2011 году и награду выдающегося учёного Американской кардиологической ассоциации в 2011 году. Дж. Мэнсон была одной из врачей, представленных на выставке Национальной медицинской библиотеки «История американских женщин-врачей» в Бетесде, штат Мэриленд. По мнению компании Thomson Reuters, она входит в 1% самых цитируемых учёных мира.

## Публикации

### Журнальные статьи
Мэнсон является автором или соавтором более 600 рецензируемых публикаций в медицинской литературе.

### Книги
- The 30-Minute Fitness Solution : A Four-Step Plan For Women of All Ages. Cambridge, Mass., Harvard University Press. 2001. ISBN 0-674-00479-5
- Hot Flashes, Hormones, and Your Health. New York, McGraw-Hill. 2006. ISBN 0-07-146862-5
- Healthy Women, Healthy Lives. New York, New York, Simon and Schuster. 2001. ISBN 0-684-85519-4
- Prevention of Myocardial Infarction. New York, New York, Oxford University Press 1996. ISBN 0-19-508582-5 (Editor-in-Chief)
- Clinical Trials in Heart Disease. Elsevier Saunders 2004. ISBN 0-7216-0408-0 (Editor)